# Pherosphaera fitzgeraldii
Espèce
Statut de conservation UICN

 CR B1ab(iii) : 
En danger critique
Synonymes
- Dacrydium fitzgeraldii F. Muell.[2] [3]
- Dacrydium fitzgeraldii F.Muell.[1] [4]
- Microstrobos fitzgeraldii (F. Muell.) J. Garden & L. A. S. Johnson[3]
- Microstrobos fitzgeraldii (F. Muell.) J. Garden & L.A.S. Johnson[2]
- Microstrobos fitzgeraldii (F.Muell.) J.Garden & L.A.S.Johnson[1] [4]

Pherosphaera fitzgeraldii est une espèce de plantes de la famille des Podocarpaceae. C'est un buisson à feuillage persistant et à fleurs dioïques. Cette espèce est endémique de la Nouvelle-Galles du Sud en Australie